# پایداری (عوامل شیمیایی)
پایداری (به انگلیسی: Persistency) یک عامل شیمیایی به معنای مدت زمانی است که آن عامل می‌تواند تأثیر خود را در منطقه مورد کاربرد نمایان سازد.

## تقسیم بندی عوامل شیمیایی بر اساس پایداری
عوامل ر اساس مدت تأثیر در منطقه به دو گروه پایدار و ناپایدار تقسیم می‌شوند:
- عوامل پایدار دارای فراریت کم و سرعت تبخیر اندک هستند و تا چند روز یا چند هفته در سطح آلوده شده باقی می‌مانند. حتی گزارش شده است که یک ربع قرن پس از بمباران شیمیایی حلبچه برخی افراد در حین کندن پی برای ساختمانهای جدید بر اثر برخورد با توده‌های خردل باقی‌مانده در خاک جان سپرده‌اند.[۱] از جمله عوامل پایدار می‌توان از خردل، لویزیت، و وی ایکس نام برد.[۲]
- عوامل ناپایدار دارای سرعت تبخیر و فراریت زیاد هستند و مدت اندکی در محل باقی می‌مانند. از جمله عوامل ناپایدار می‌توان سارین و عوامل خون را مثال زد. جدول زیر پایداری و سرعت عمل مشهورترین عوامل شیمیایی جنگی را نشان می دهد:[۲]

| عامل شیمیایی        | پایداری    | سرعت عمل   |
| ------------------- | ---------- | ---------- |
| عوامل خفه کننده     |            |            |
| کلر (Cl)            | کم         | متغیر      |
| فازجین (فسژن یا CG) | کم         | با تأخیر   |
| دیفازجین (DP)       | کم         | با تأخیر   |
| کلروپیکرین (PS)     | کم         | با تأخیر   |
| عوامل تاول زا       |            |            |
| خردل گوگردی (HD)    | بسیار زیاد | با تأخیر   |
| خردل ازتی (HN)      | زیاد       | با تأخیر   |
| فسژن اکسیم (CX)     | کم         | فوری       |
| لویزیت (L)          | زیاد       | سریع       |
| عوامل خون           |            |            |
| سیانید هیدروژن (AC) | کم         | سریع       |
| کلرید سیانوژن (CK)  | کم         | سریع       |
| آرسین (SA)          | کم         | با تأخیر   |
| عوامل عصبی          |            |            |
| تابون (GA)          | زیاد       | بسیار سریع |
| سارین (GB)          | کم         | بسیار سریع |
| سومان (GD)          | متوسط      | بسیار سریع |
| سیکلوسارین (GF)     | متوسط      | بسیار سریع |
| وی ایکس (VX)        | بسیار زیاد | سریع       |

```
تماس بوده است باعث کاهش پایداری عامل شیمیایی می‌شود.
[
۳
]
```